# Нічні рейдери (фільм, 2021)
«Нічні рейдери» — канадсько-новозеландський науково-фантастичний фільм-антиутопія 2021 року, написаний і знятий Денісом Гуле.
Світова прем'єра відбулася на 71-му Берлінському міжнародному кінофестивалі в березні 2021 року.

## Про фільм
Дія фільму розгортається в антиутопічній версії Північної Америки 2044 року. Ніска, жінка народу Крі, приєднується до руху опору військовому уряду, щоб врятувати свою доньку.

## Знімались
| Актор                 | Роль |
| --------------------- | ---- |
| Елль-Майя Тейлфізерс  |      |
| Бруклін Летексьє-Гарт |      |
| Алекс Таррант         |      |
| Аманда Пламмер        |      |
| Шон Сайпс             |      |
| Вайолет Нелсон        |      |
| Гейл Моріс            |      |